# جدجد تكساني
جدجد تكساني (الاسم العلمي: Gryllus texensis) هو نوع من الحشرات يتبع جنس الجدجد من فصيلة الجداجد الحقيقية.